# Johann Weyringer
Johann Weyringer (* 1949 in Sighartstein, Neumarkt am Wallersee) ist ein österreichischer Maler, Bildhauer und Architekt.

## Leben
Johann Weyringer machte von 1964 bis 1970 eine Tischlerlehre und die Meisterprüfung an der HTBLA Hallein. Ab 1970 bis 1976 studierte er Architektur an der Hochschule für angewandte Kunst Wien bei Friedrich Janeba und von 1976 bis 1978 an der Akademie der bildenden Künste Wien bei Roland Rainer (Diplom). Weyringer war von 1976 bis 1981 Mitarbeiter bei diversen Bauprojekten von Geschäfts- und Wohnbauten in Salzburg, Osttirol und dem Burgenland.
Weyringer ist im Schwerpunkt seines künstlerischen Schaffens Maler, arbeitet aber auch mit Architektur, Wandmalerei, Bühnengestaltung, Glasmalerei, Keramik, Grafik und Steinbildhauerei. Längere Arbeitsaufenthalte hatte er in Rom, Marokko, Kuba, im Südpazifik, Indien, USA, Indonesien und im südlichen Afrika.
Weyringer hat in Sighartstein sein Atelier mit einem permanenten Ausstellung.

## Ausstellungen
- 1980 Traklhaus, Salzburg
- 1981 Galerie Armsdorfer, Salzburg
- 1981 Galerie Burg Hasegg, Hall in Tirol
- 1982 Galerie Brodil, Salzburg
- 1982 Galerie Zentrum, Wien
- 1983 Galerie Annasäule, Innsbruck
- 1983 Romanischer Keller der Hypo Salzburg
- 1983 Galerie Hilger, Wien
- 1986 Galerie Welz, Salzburg
- 1988 Ausstellung Alpenvorland gestützt im Museumpavillon Salzburg
- 1991 Les Hauts de Gstaad, Schweiz
- 1991 Schloss Neuhaus, Salzburg
- 1991 Hotel Imperial, Salzburg
- 1992 Schloss Hellbrunn, Salzburg
- 1994 Kunstforum Hallein
- 1996 Hofburg, Wien[1]

## Publikationen
- Johann Weyringer / Matthias Boeckl. Malerei, Bildband, Verlag Galerie Welz, Salzburg 1988, ISBN 3-85349-124-3.
- Pirato auf der Suche nach F. T. Malerei. Werkzyklen im Überblick 1970 - 2004. Text von Sepp Forcher, Text von Anna-Maria Eder, Verleger Johann Weyringer, Neumarkt am Wallersee 2005, ISBN 978-3-200-00705-5.
- Vom Keil im Unendlichen zur Venus. Die frühen Zeichnungen. Johann Weyringer. Texte mit Carl Aigner und anderen, Bildband, Artbook, Kirchberg b. M. 2011, ISBN 978-3-9503206-2-6.
- Der heilige Franz von Assisi auf Lampedusa. Atelier J. Weyringer, Neumarkt am Wallersee 2011, 54 Seiten.
- Aphrodite. Druckgrafik, Grafische Werkstatt im Traklhaus, Edition Antagon Band 7, Salzburg 2012, ISBN 978-3-9503206-8-8.
- Ordnung aus dem Chaos oder Die große Architektur des Universums. Eine Skulptur von Johann Weyringer. Katalog über die Skulptur Ordnung aus dem Chaos. von Johann Weyringer aufgestellt am Firmengelände der Commend International GmbH, Texte mit Peter Pablik und anderen, Commend Holding GmbH, Salzburg 2013, ISBN 978-3-200-03190-6, 81 Seiten.

## Realisierungen

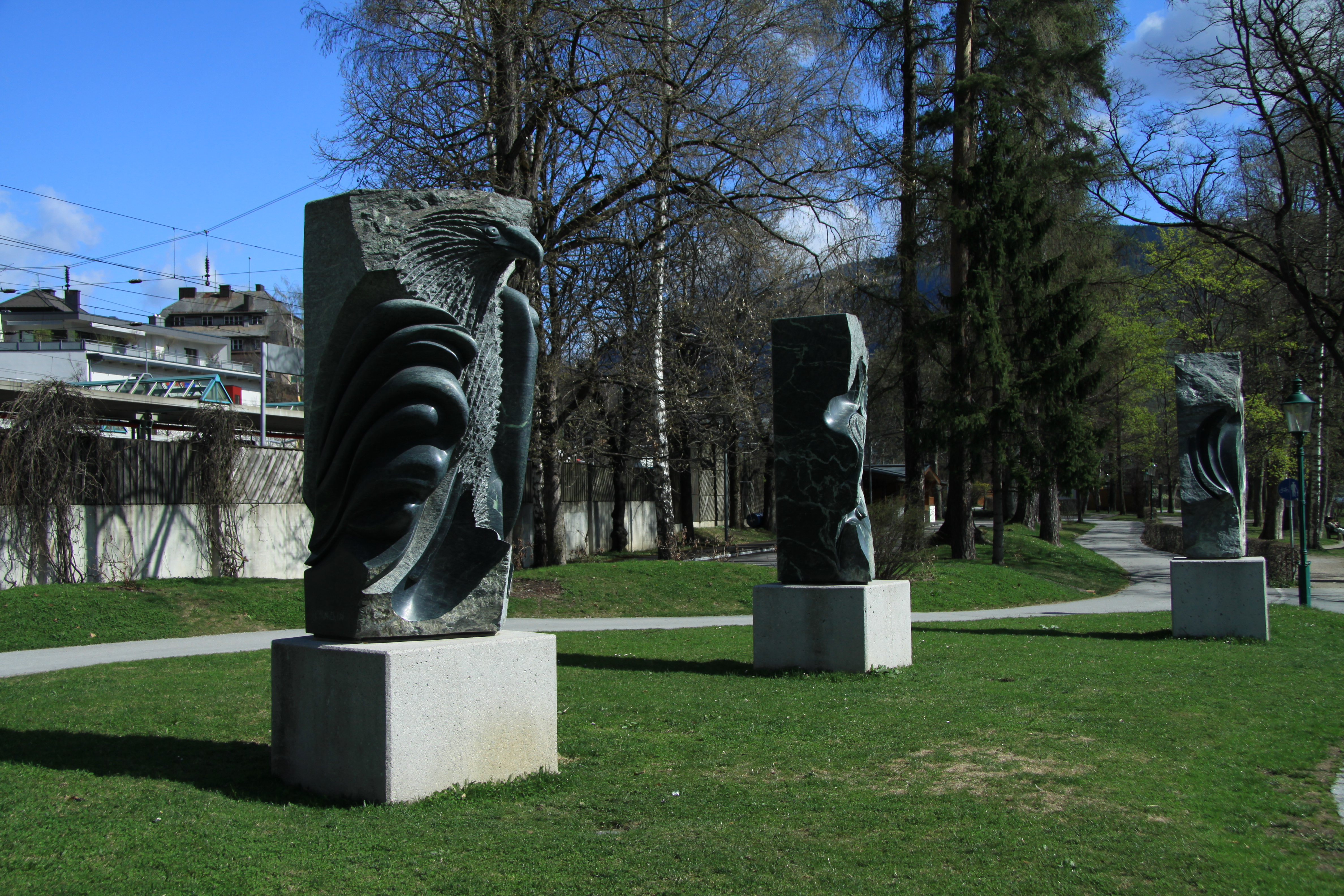
Skulpturen Adler, Steinbock und Blume in Zell am See

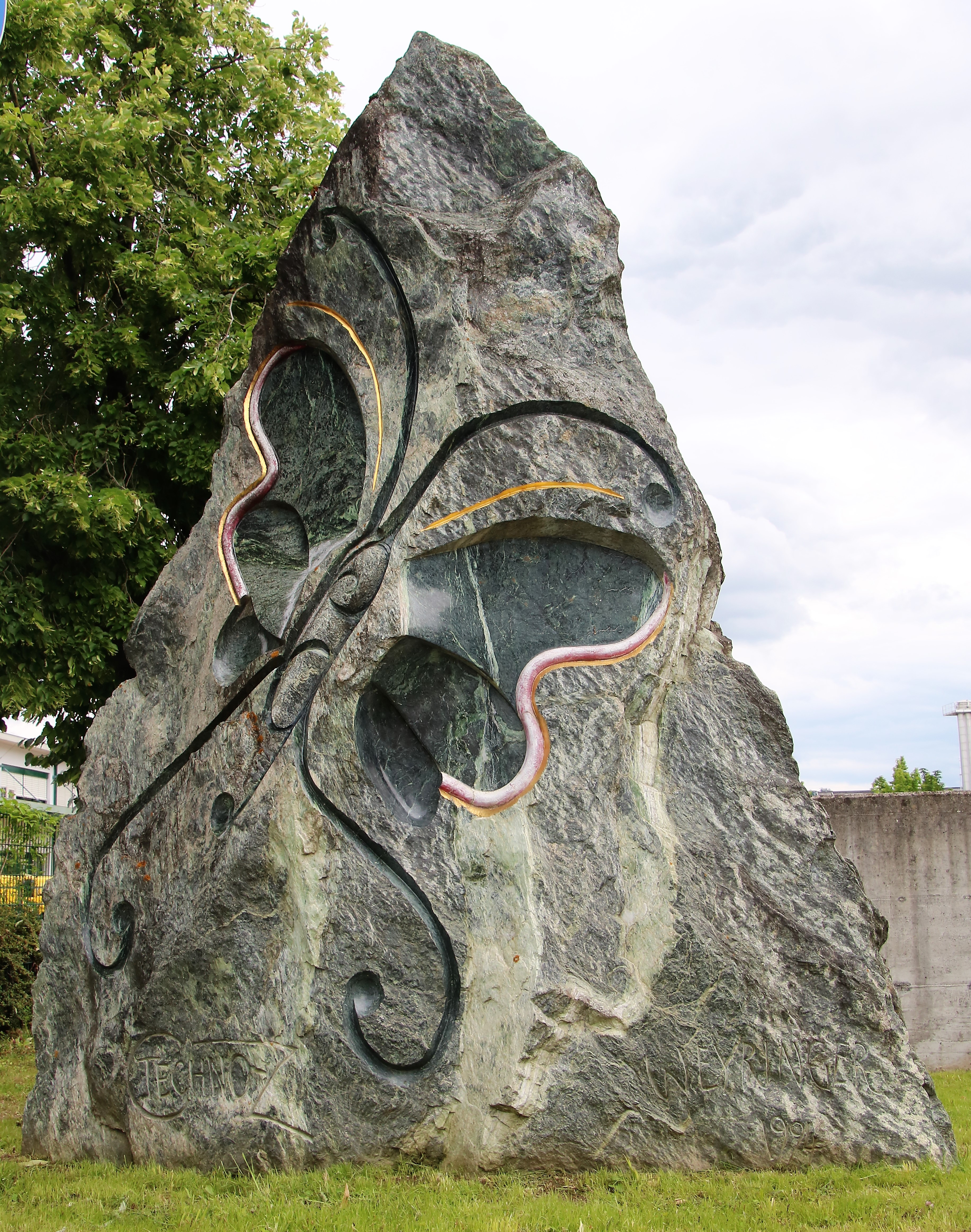
Schmetterlingsstein im Skulpturenpark Techno-Z-Salzburg

- 1984 Wandmalerei in der Sporthalle Alpenstraße in Salzburg
- 1984 Bühnenbild für Ella von Herbert Achternbusch in Salzburg
- 1985 Bühnenbild von Gimme Shelter von Barrie Keefe
- 1986 Plakat für die Ausstellung Grundsteine im Stadtkinosaal in Salzburg
- 1987 Glasfensterbild im Arbeitsamt Auerspergstraße in Salzburg
- 1987/1988 Wandmalerei im Kraftwerk Greifenstein
- 1988 Kapelle Zum Guten Hirten in Thalgau-Egg als Gesamtkunstwerk
- 1989 Bühnenvorhang im Schulzentrum Neumarkt am Wallersee
- 1990 Wandgestaltung im Institut für Gesellschaftswissenschaften der Universität Salzburg
- 1990 Wandmalerei in der Volksschule Maxglan in Salzburg
- 1990 Wandmalerei im Internationalen Office Center in Salzburg
- ab 1990 Skulpturenpark für die Techno-Z-Salzburg
- 1991 Glaskuppel und Glasmalerei im Casino Wien
- 1992 Plakat-Serie und neues Logo für den Tiergarten Hellbrunn
- 1994 Skulptur und Platzgestaltung vom Universitätszentrum Althanstraße in Wien
- 1995 Gestaltung der ersten österreichischen Kunstanleihe der Nachkriegszeit
- 1996 24 Ölbilder Landschaftszyklus für das neue Verwaltungszentrum der SAFE in Salzburg[1]
- 1997 Dreiteilige Skulpturengruppe Adler, Steinbock und Blume beim Portal vom Schmittentunnel in Zell am See, 2008 in den Elisabethpark in Zell am See übertragen.
- 2003 Wellenberg auf der Kaiser-Franz-Josefs-Höhe
- 2013 Glasfenster Benedikt XVI. in der Sakristei der deutschsprachigen Kirche Santa Maria dell’Anima in Rom

## Ehrungen und Auszeichnungen
- 2012: Aufnahme in die Bruderschaft von Santa Maria dell’Anima („Animabruderschaft“)
- Ehrenbürgerschaft von Neumarkt am Wallersee[2]